# Damero de Pizarro

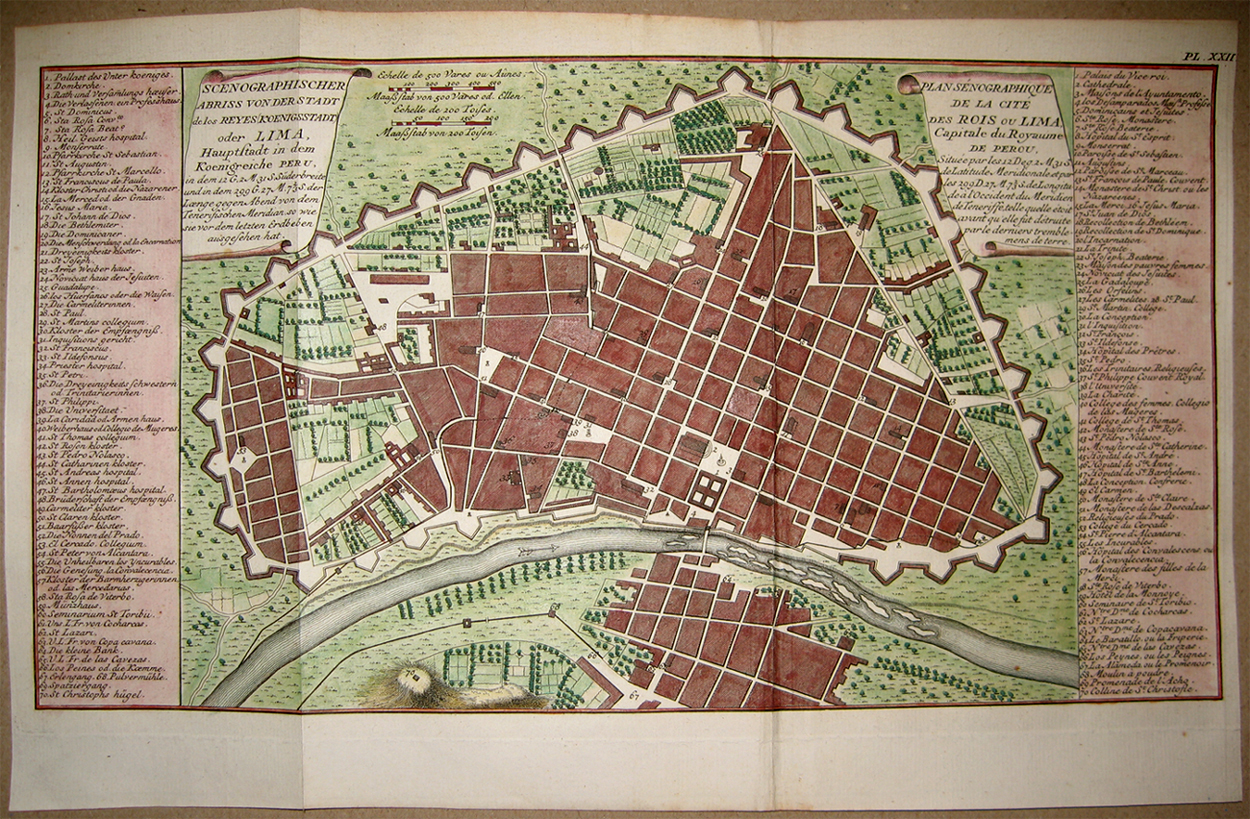
Plano de Lima no ano 1750.

o Damero de Pizarro ou Lima quadrada é como se conhece a una zona do centro histórico de Lima, capital do Peru. Dita zona corresponde ao traçado fundacional da cidade.
Seus limites atuais dentro da cidade são o rio Rímac ao norte, a Avenida Abancay ao leste, a Avenida Colmena ao sul e a Avenida Tacna ao oeste.
Se denomina assim por ser a parte mais antiga e central da cidade e por que seu traçado urbano mantém o estilo clássico espanhol de ruas e avenidas perpendiculares que formam quadras homogeneamente quadradas.
Assim mesmo, nesta zona se encontram os principais monumentos históricos da cidade e vários dos edifícios públicos do governo do Peru incluindo o Palácio de Governo e a Catedral de Lima.